# Pelz im Wohnbereich

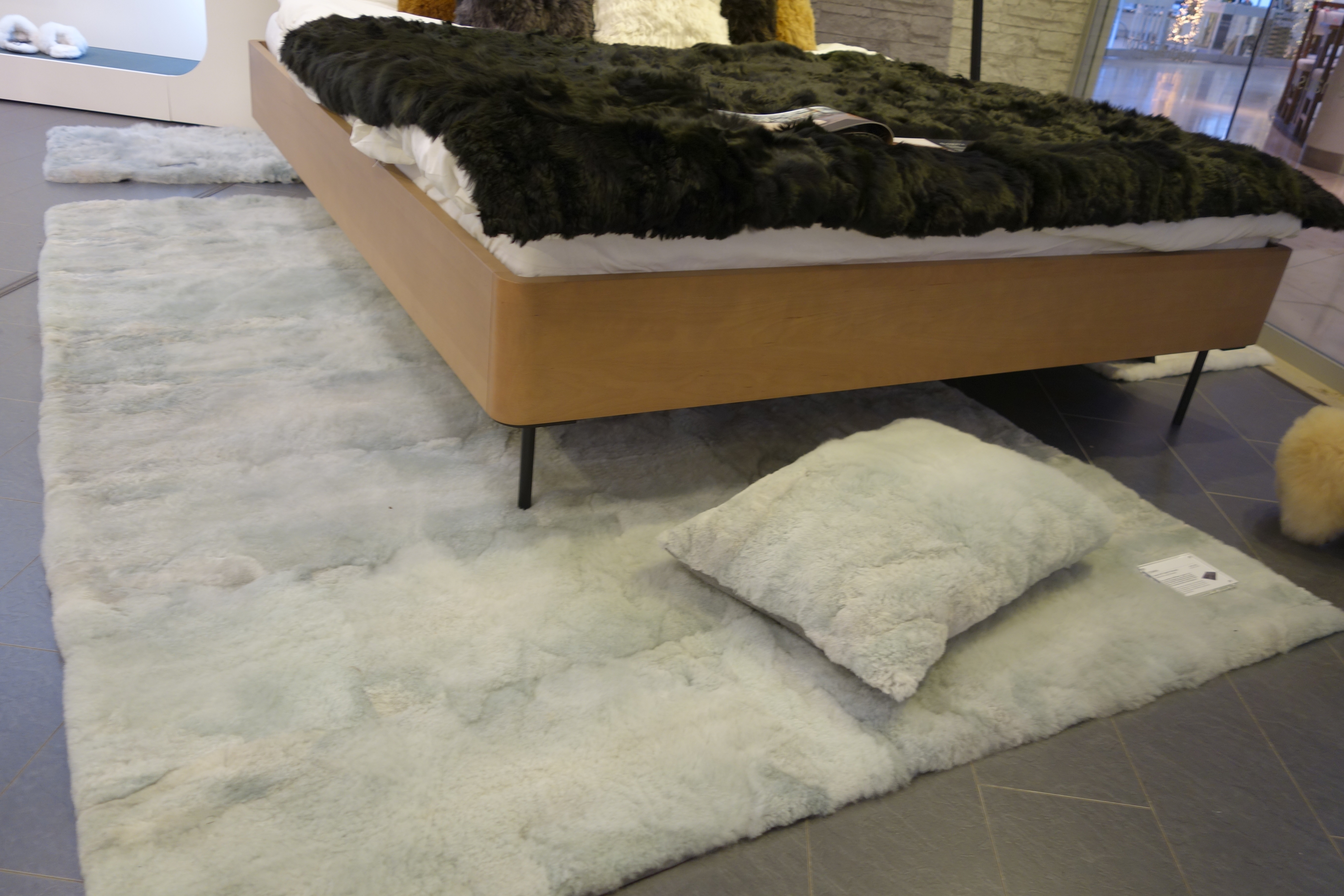
Bettdecke, Kissen und Teppich aus Alpakafell (2020)

Der Pelz im Wohnbereich findet sich bevorzugt in der Form von Fellvorlegern, Felldecken oder als fellbezogenes Sitzmöbel.

## Geschichte
Die Verwendung von Tierfellen im Wohnbereich reicht weit zurück. Steinzeitmenschen der frühesten Zivilisation nutzten zweifellos Felle als wärmende Unterlage und Zudecke, eine Praxis, die bis in heutige indigene Gesellschaften fortgeführt wird. Wandernde Volksstämme des Nordens führten wohl sämtlich Felle als leicht zu transportierenden Haushalt mit sich. Die Residenz des Mongolenführers Groß-Khans Kublai Khan beschrieb Marco Polo (1254–1324) darüber hinaus wie folgt: „Die Zelte sind außen mit schwarz-weiß und rot-gestreiften Löwenhäuten bedeckt [gemeint sind Tigerfelle] und so verwahrt, dass weder Regen noch Wind eindringen kann. Innen sind sie mit Hermelin- und Zobelfellen bedeckt, welche köstlicher sind als irgend ein anderes Pelzwerk […]“.
Erste Geschichtsschreibungen über den Pelz zum dekorativen Gebrauch im Innenbereich beginnen mit der Bibel, in der in Exodus die Konstruktion des Tabernakels beschrieben wird, mit 11 Vorhängen aus Ziegenhaar, einem Zelt aus rotgefärbtem Widderfell und einem Vordach aus Dachsfellen. Der in der Bibel aufgeführte üppige Gebrauch findet seine Entsprechung im Mittelalter, wo eine Vielzahl von Fellarten als Zudecken und Bodenbelag benutzt wurden. Wohlhabende Haushalte verwendeten verschiedentlich Bettdecken, die mit Pelz bezogen waren. Einige davon waren einfach mit Fell gefüttert, andere bestanden vollständig aus Fell.
Pablo Picassos Bemerkung, man könne eigentlich alles mit Pelz beziehen, war wohl nur eine Reaktion auf einen Pelzreif der Künstlerin Meret Oppenheim, die 1936 daraufhin auch noch ihr berühmt gewordenes Déjeuner en fourrure („Frühstück im Pelz“) schuf, eine mit chinesischem Gazellenfell ausgefütterte Tasse mit Pelzuntertasse und Pelzlöffel, der absolute Gegensatz zu einem Gebrauchsgegenstand. Tatsächlich wurde in der Vergangenheit wohl fast jedes Wohnmobiliar auch zusammen mit Pelz gefertigt. Spätere Architekten möblierten Wohnräume allgemein sehr viel spartanischer. Jedoch wurden „Luxusversionen“ neben schlichten Basiktextilien gelegentlich mit Fohlen-, Leopard- oder Zebrafellen dekoriert, wie Jonathan Faiers, „Professor of Fashion Thinking“, meint, „Stücke, die einen Dialog zwischen westlicher, rationaler, technologischer Konstruktion und ‚primitiver‘, taktiler Sinnlichkeit schufen“.
Im Jahr 1974, einer Zeit des seit längerem expandierenden Pelzverbrauchs, war auch der Absatz an Dekofellen und Felldecken gestiegen. Ein Hamburger Pelzgroßhändler, unter anderem Anbieter von „chinesischen Ornament[fell]tafeln“, südamerikanischen „Stierfell“-Teppichen, -Brücken, -Deckchen, -Untersetzern und -Vorlegern, wies in dem Jahr darauf hin, dass die dafür verwendeten Qualitäten von Fuchs, Kanin, Skunks oder Opossum den europäischen Qualitätsansprüchen entsprächen und ebenso gut als Material für Jacken, Paletots, Capes und Mäntel hätten verwendet werden könnten. Billiger geworden waren in diesem Jahr einige Ziegentypen und chinesische Ornamenttafeln, teurer wurden Langhaarartikel, wie Wolf, Coyote und Bären.
Als natürliches Material ist die Lebenszeit der Pelz-Wohnaccessoires begrenzt. Nicht nur wird irgendwann das Aussehen durch natürlichen Abrieb der Haare beeinträchtigt, die trockene Raumluft führt, von der Art der Pelzzurichtung abhängig, früher oder später zum Brüchigwerden des Leders und der Haare. Entsprechende Produkte des Haushalts aus früherer Zeit sind daher fast gar nicht erhalten. Bedingt durch den Zeitgeist sind Echtpelze heute auch im Wohnbereich sehr viel weniger im Gebrauch, verdrängt auch durch den Einsatz von im Aussehen für das ungeübte Auge teilweise kaum zu unterscheidenden Textilien.

### Fellvorleger, Fellteppich

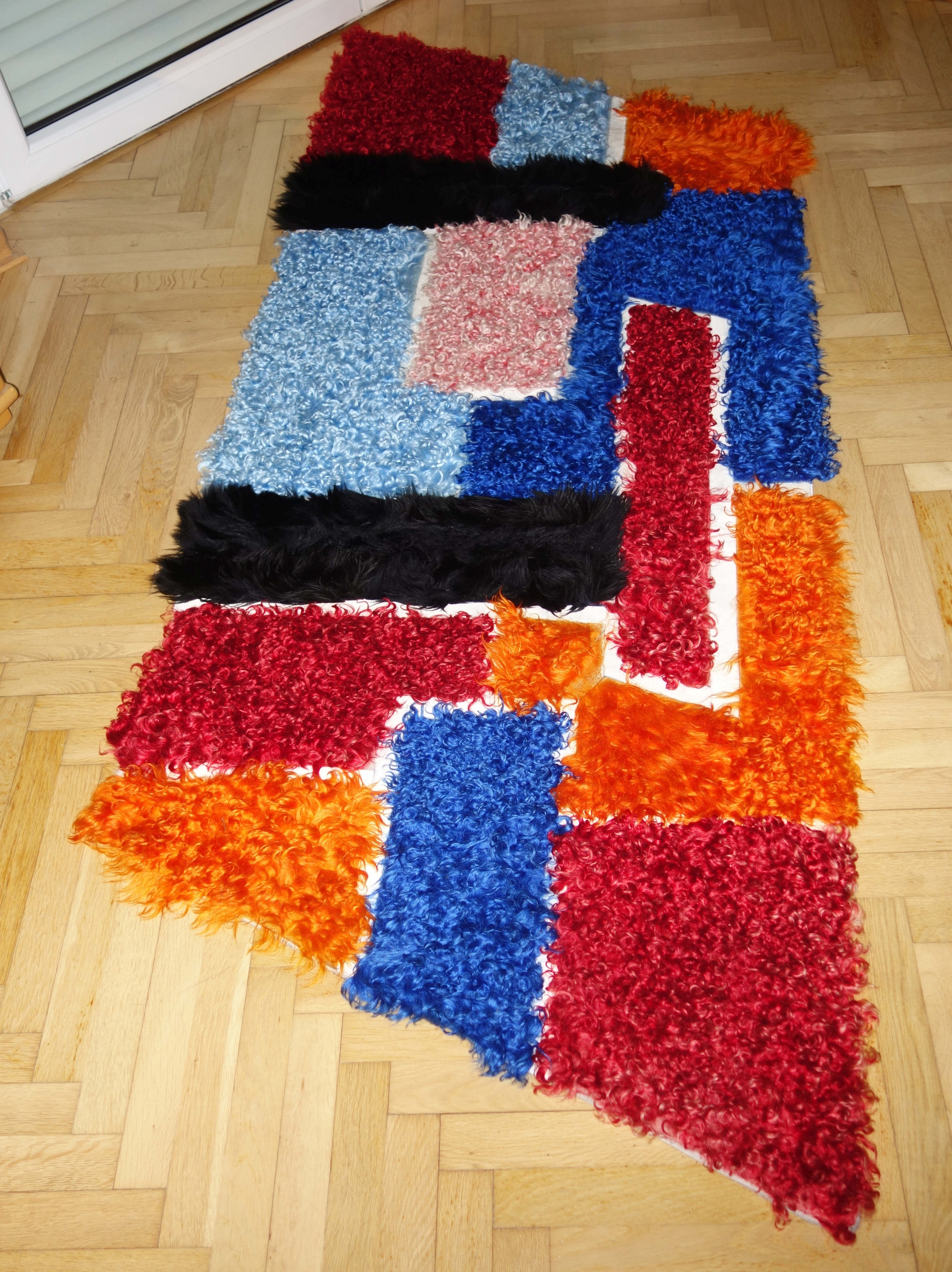
Lammfellteppich, Vorleger (Barbara Janssen, 2022)

Im Sprachgebrauch werden auch kleinere Fellteppiche aus zusammengenähten Pelzresten oder mehreren kleinen Fellen als Vorleger bezeichnet. Im engeren Sinn sind es Bodenbeläge aus einem einzigen Fell, in der natürlichen Fellform belassen. Typisch waren in den Zeiten, in denen sie besonders in Gebrauch waren, Vorleger aus einem Eisbärfell oder aus Raubkatzenfellen, wie Tiger, Leopard und Löwe. In aufwändigerer Ausführung können sie einen ausgearbeiteten Kopf haben und sind unterfüttert, oft mit einem farbigen, gezackten Filzstreifen eingefasst. Ein Eisbär-Teppichvorleger war lange Zeit der Inbegriff für ein romantisches Ambiente. 1974 hieß es bereits in einem Fachbuch des New Yorker Kürschners David G. Kaplan, dass moderne Dekorateure, die ähnliche Effekte ohne die exorbitanten Kosten für Eisbärfelle anstrebten, diese durch Rinder-, Schaf- und Zebrafelle ersetzten. Die Entwicklung von mehrfarbigen, kunstvoll gestalteten Pelztafeln in aufwendigen Designs hatte zudem eine weitere Quelle für dekoratives Fellmaterial geschaffen.
Für die Herstellung der Vorleger ist es wichtig, dass die Felle noch Nasen und die Krallen besitzen. Die Leipziger Rauchwarenhandlung Heinrich Lomer wies in ihrem Katalog 1913/1914 ausdrücklich darauf hin, dass sämtliche von ihr angebotenen Eisbärfelle in dieser Hinsicht komplett waren. Den gleichen Hinweis gab es für Königstigerfelle, bei den Löwen kam der Hinweis auf die vorhandenen Mähnen hinzu. Löwenfelle mussten möglichst eindrucksvolle Mähnen haben, Felle von Löwinnen waren wegen der fehlenden Mähne nur schwer zu verkaufen. Das Vorhandensein der Krallen war keinesfalls selbstverständlich. Der Rauchwarenhändler Emil Brass berichtete etwa um die gleiche Zeit, dass die Krallen in China als Amulette sehr begehrt waren, „man muß, wenn man ein Tigerfell gekauft hat, sehr genau aufpassen, da sonst die Klauen unter den Händen weg gestohlen werden“. Felle typischer Jagdtrophäen kamen immer nur wenig in den Handel, Brass gab für etliche Arten für Anfang des 20. Jahrhunderts „nur einige Hundert“ an, die Felle wurden zumeist von den Jägern selbst genutzt.
Insbesondere alle Großkatzenarten sind inzwischen geschützt und gelangen vielleicht noch sehr vereinzelt als Jagdtrophäen in entsprechende Räumlichkeiten.

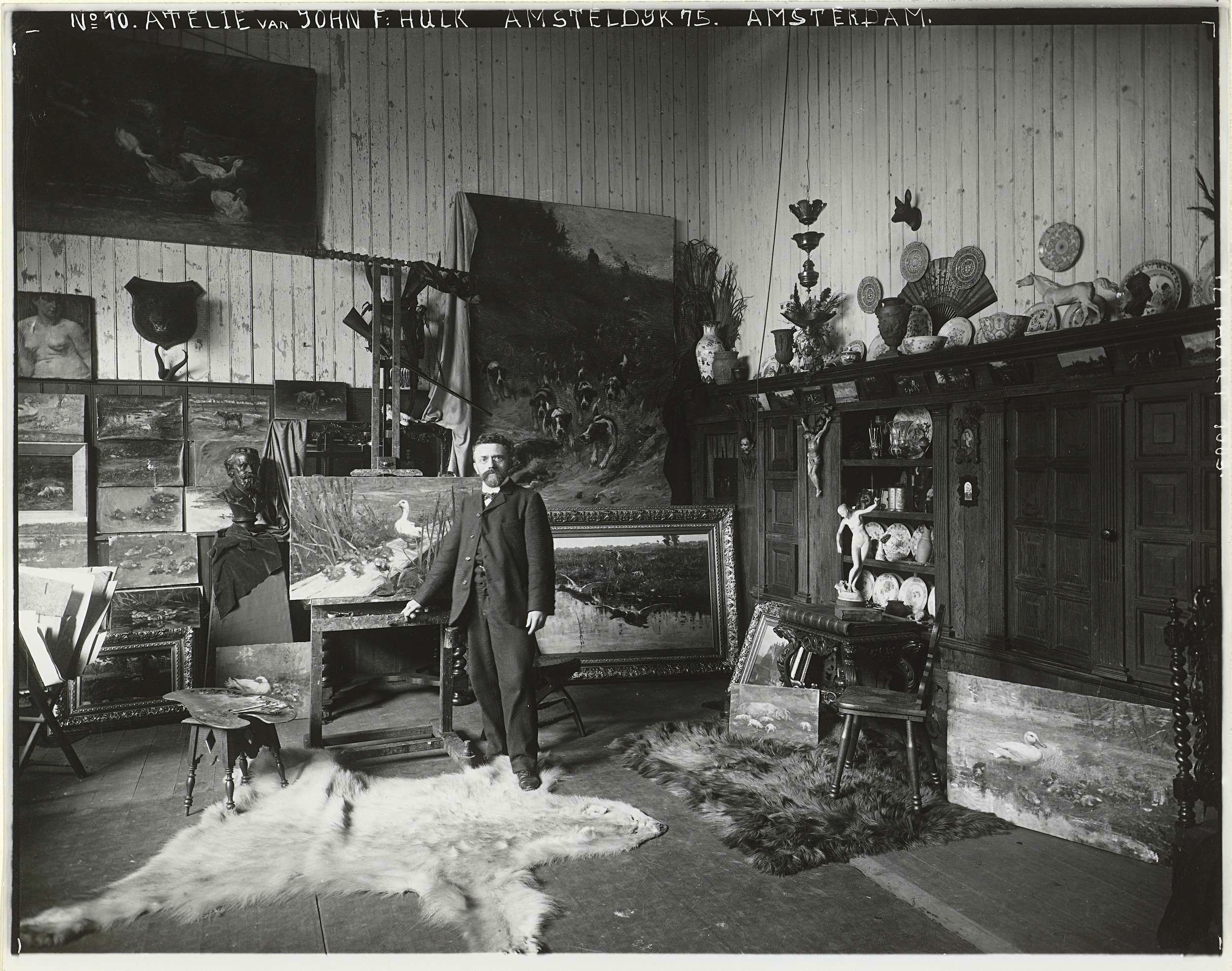
Eisbärfell im Atelier des niederländischen Malers John Hulk (1903)
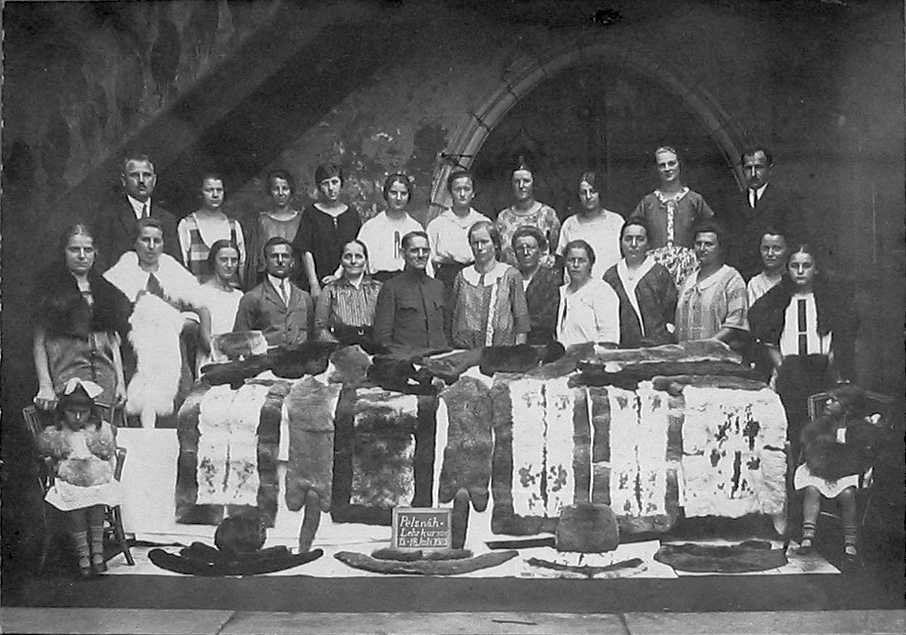
Kaninchenzüchterinnen und Lehrer bei einem Pelzverarbeitungslehrgang mit ihren Kaninfellteppichen (1925)
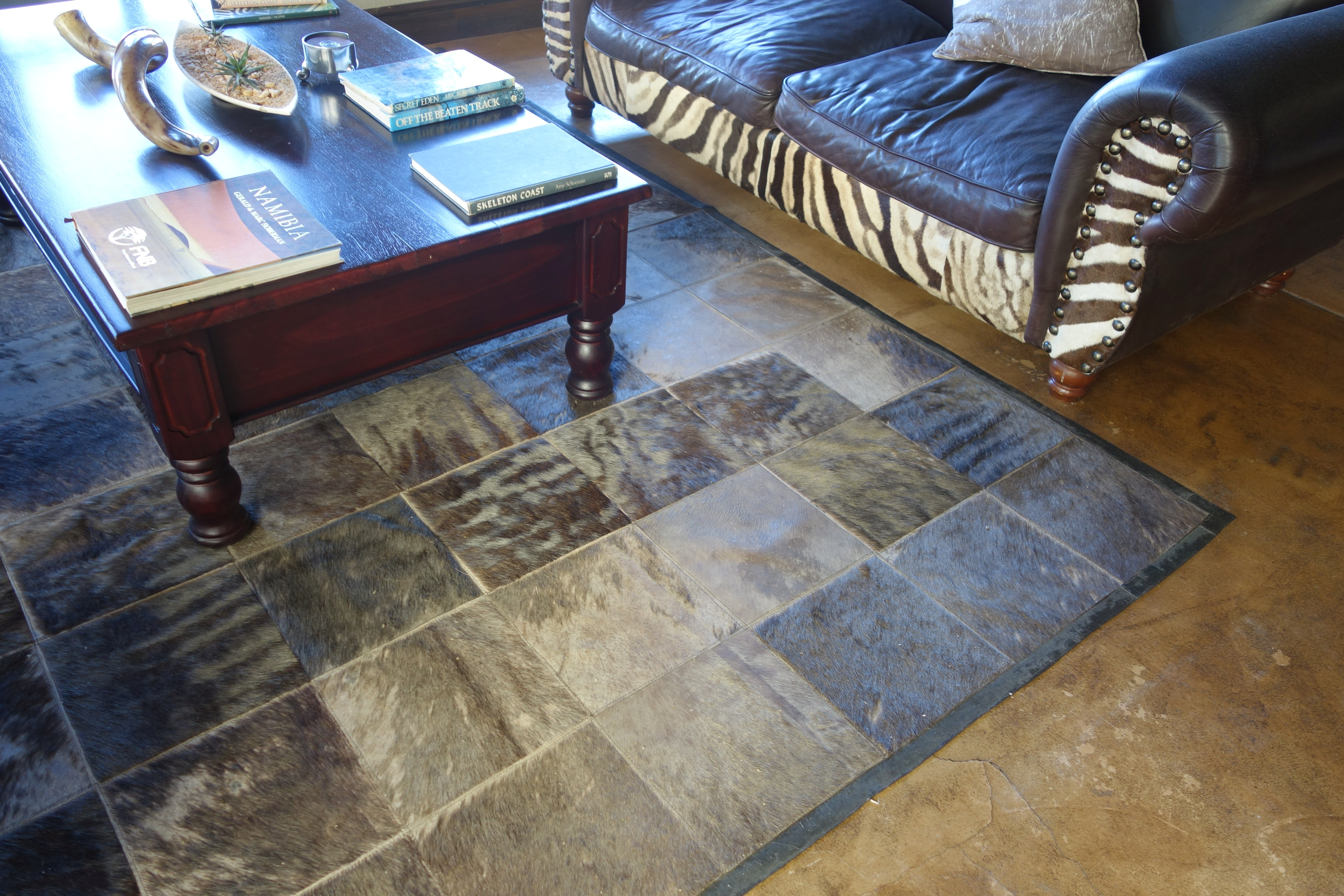
Fellteppich und Sofa mit Zebrafell in einer Lodge in Namibia (2017)

### Felldecke, Fellkissen, Fußtasche

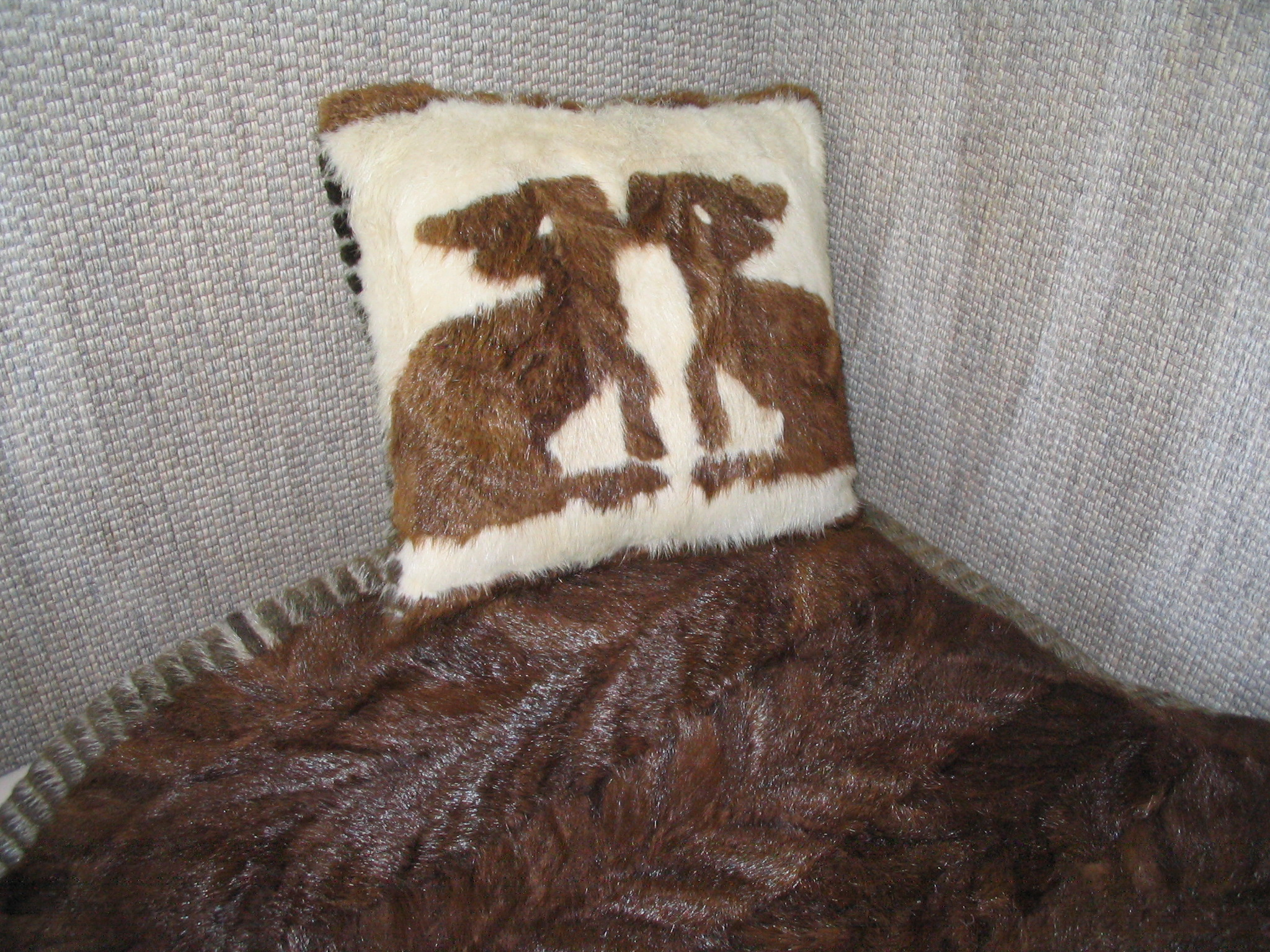
Decke und Kissen aus Nutriafellresten. Auszubildenenarbeit von Thomas Pflüger, Firma Herhold Pelze, Wiesbaden (1987)

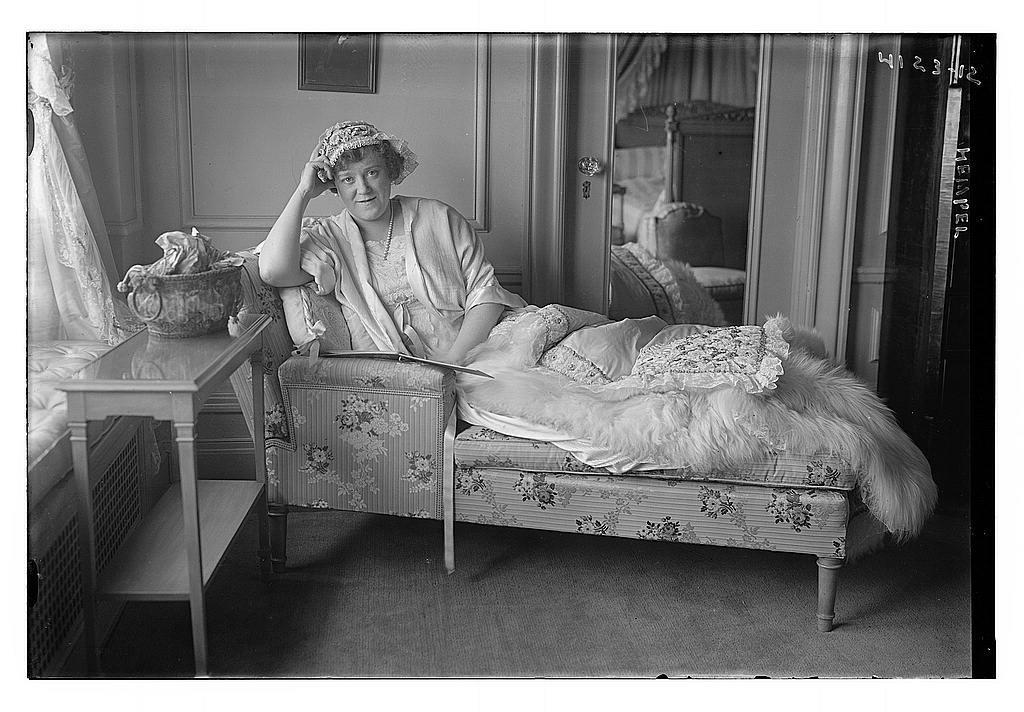
Frieda Hempel auf einer Schaffelldecke auf einem Chaiselongue (um 1917)

Felldecken sind aus mehreren, meist kleineren Fellen, wie Fuchsfelle oder Possumfelle, zusammengesetzte Decken. Historisch wurden auch Vorleger, die in der natürlichen Form aus einem einzelnen großen Tier gearbeitet sind, wie Angoraziege oder Rentier, ehemals vor allem auch Bären und Großkatzen (inzwischen geschützte Arten), als Felldecken bezeichnet.
Im bürgerlichen Wohnzimmer waren Felldecken und Fellkissen eher seltene, aber wahrscheinlich doch die am häufigsten vorhandenen Pelzobjekte. In Intarsienarbeit gearbeitete Fellkissen waren häufig erste selbständige Übungsarbeiten für Auszubildende im Kürschnerhandwerk.
In der früheren Türkei saß man dem Landesbrauch entsprechend auf Teppichen, häufig auch auf Pelzteppichen; es gab auch mit Pelz gefütterte Laken. In der Liste der Möbel und Gegenstände der sehr edlen venezianischen Dame Maria, „relicta quondam“ Clarissimi Domini Hieronimi Pollani († 7. Januar 1590), finden sich über sechzig pelzgefütterte Gewänder und eine große Anzahl von mit Pelz gefütterten Bettdecken, daneben eine Vielzahl von Fellvorlegern mit präparierten Köpfen sowie eine große Kiste (rassone) voller mottenzerfressener Pelzdecken.
In Winchester hatte ein Bischof eine Decke aus Hermelinfellen, die mit Fehfellen besetzt war, ein Londoner Kaufmann schlief unter Leopardenfellen. Es gab Wiegenbezüge, die mit weißem oder getupften Hermelin (Miniver) besetzt oder mit Marder gefüttert oder daraus gearbeitet waren. Die Bettbehänge oder -vorhänge der Prinzessin Philippa von England müssen prächtig gewesen sein, aus Goldtuch aus Zypern, bestickt mit Falken und mit Hermelinfell besetzt. Des englischen Königs Johann Ohnelands Bettdecke aus Samt, mit Zobel gefüttert oder verziert und mit Hermelin eingefasst, muss, nach Ansicht der Historikerin Elspeth M. Veale, eines seiner wertvollsten Besitztümer gewesen sein.
Später dienten Pelzdecken besonders auch als Wagen- und Schlitten-, später als Autodecken. Kleinere, eventuell künstlerisch gestaltete Ausführungen wurden auch als Vorleger oder Wandschmuck genutzt. Beliebt waren zuletzt vor allem Decken aus langhaarigerem Fell. Sie werden oft nicht nur als Zudecke oder Dekoration, sondern auch als Sitzunterlage auf Sofas und Ähnlichem gebraucht. Fußtaschen, Fußkörbe und Fußsäcke, ausgefüttert und verbrämt mit Pelz, waren ein häufiges winterliches Accessoire in den früher weitaus weniger beheizten, fußkalten Wohnzimmern.
In der Kürschnerei ist die Umgestaltung von unmodisch gewordener Pelzbekleidung zu Decken und Kissen eine häufig nachgefragte Möglichkeit der Weiterverwendung durch den Kunden, die neben der Umarbeitung zu Pelzinnenfuttern mit der zuletzt abgenommenen Akzeptanz des Pelztragens an Bedeutung gewonnen hat.

### Pelzsitzmöbel
In China und Korea waren Leopardenfelle früher ein beliebter Sesselschmuck in den Häusern der Mandarine. Im alten Griechenland und im alten Rom, wo das Essen im Liegen eingenommen wurde, wurden Felle als Überwurf von Stühlen und Liegestätten benutzt. Ein Fund, stammend aus der Zeit kurz nach 1400 v. Chr. aus dem Guldhøj auf Jütland, Dänemark, brachte im Grab, neben einer in ein Rinderfell eingewickelten Leiche, einen Klapphocker mit einem Otterfell als Sitz zutage.
Die große Zeit des Avantgarde-Designs lag etwa gegen Ende des ersten Drittels des 20. Jahrhunderts. Es zeichnete sich durch eine spartanische Ästhetik unter Verwendung industrieller Materialien wie Stahl und Glas aus. Die weichen Elemente dieser erschwinglichen Stücke wurden in der Regel aus schlichten gewebten Stoffen oder einfachem Leder hergestellt. In den „De Luxe“-Versionen ersetzten jedoch Pony-, Leoparden- oder Zebrafell die Grundtextilien. Faiers schrieb dazu: „Diese zwiespältigen Objekte waren die Requisiten für die Inszenierung des Avantgarde-Designs der 1920er und 1930er Jahre. Sie wurden für Innenräume geschaffen, die die Faszination für Tierprodukte beibehielten, aber die gepolsterten Räume des neunzehnten Jahrhunderts ablehnten.“ Typisch für diese Zeit ist ein um 1930 vom britischen Designer Denham MacLaren entworfener, extravaganter Stuhl mit einem Sitz und einer separaten, „schwebenden“ Rückenlehne aus gepolstertem Zebrafell, die Seitenteile aus Industrieglasscheiben mit Metallbeschlägen versehen, wie sie üblicherweise zur Sicherung von Schaufenstern oder Vitrinen benutzt werden.
Als in Berlin etwa in den 1970er Jahren ein Kürschner seinen Pelzbetrieb aufgab und in der Nähe des Kurfürstendamms eine „Pelzbar“ eröffnete, waren die Wände dem Namen entsprechend felldekoriert und die Sitzmöbel pelzbezogen.
Im Jahr 1971 boten die „bahnbrechenden“ New Yorker Kürschner Georges und Jacques Kaplan eine „vierteilige gesamtamerikanische Couch“ (four-section all American couch) an. Das vierteilige Möbelstück ergab zusammengefügt die Form der Vereinigten Staaten. Die Couch war mit texanischem Bullenleder bezogen, dessen dunkelbraune und cremefarbene Markierungen die Umrisse der einzelnen Bundesstaaten nachbildeten. Ein solches Teil konnte für 5000 Dollar erworben werden. Auch nur Manhattan konnte man bekommen (für weniger als 1000 Dollar), oder je nach Wunsch und Fellart, jeden anderen Staat oder jedes Land „vorausgesetzt, das Fell stammt nicht von einer vom Aussterben bedrohten Art“.

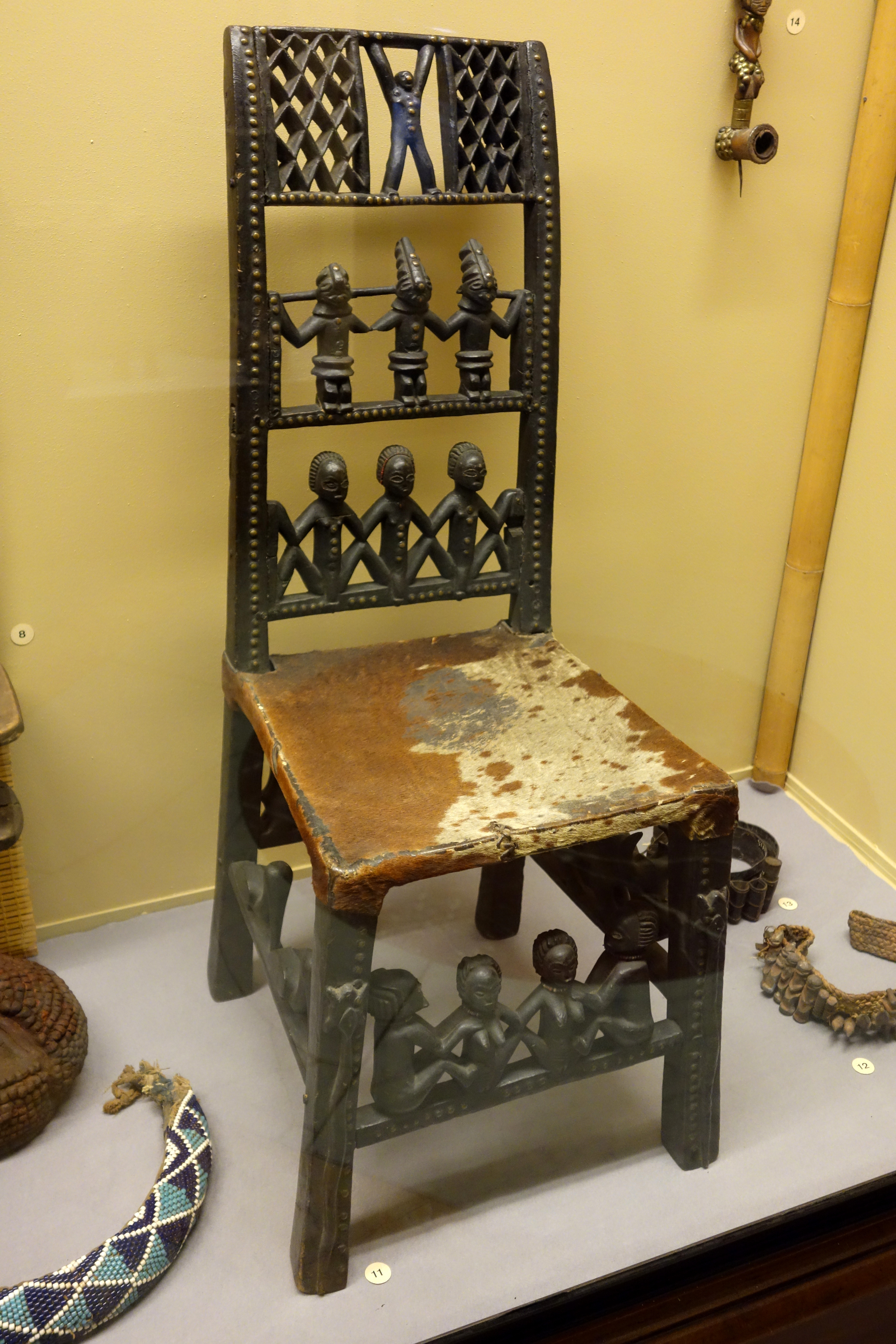
Stuhl der afrikanischen Chokwe, europäisch inspiriert (Königliches Museum für Zentral-Afrika)
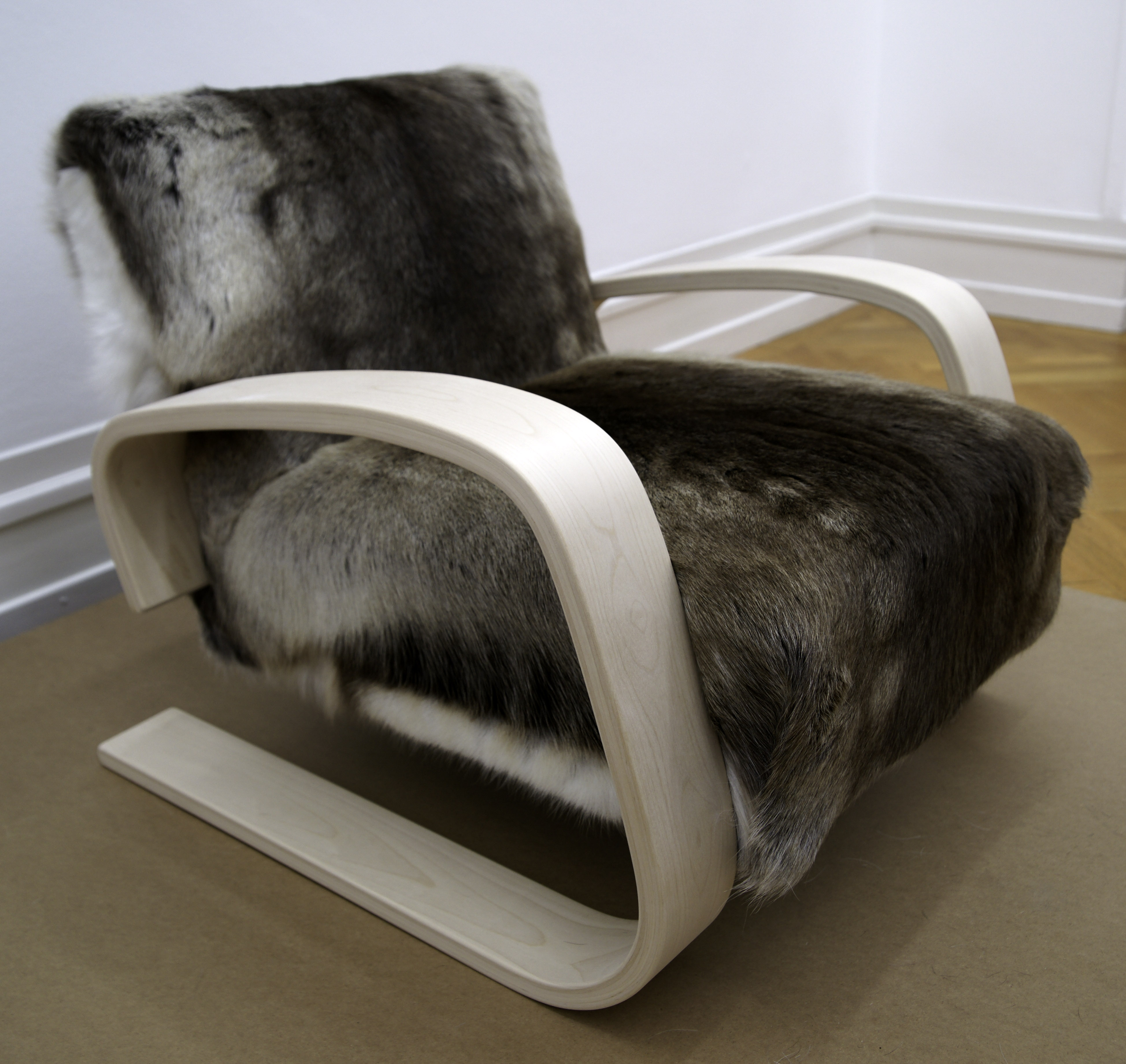
Sessel „Tank Chair 400“ (Alvar Aalto, 1936)
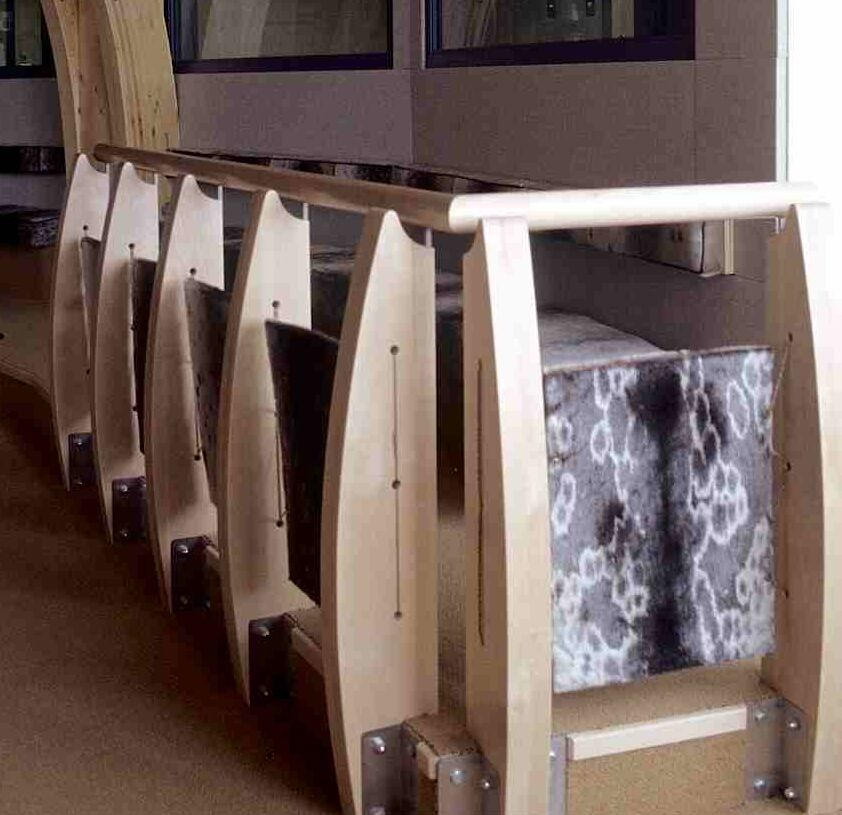
Sitze aus Seehundfell im Parlamentsgebäude von Iqaluit, Kanada (1999)
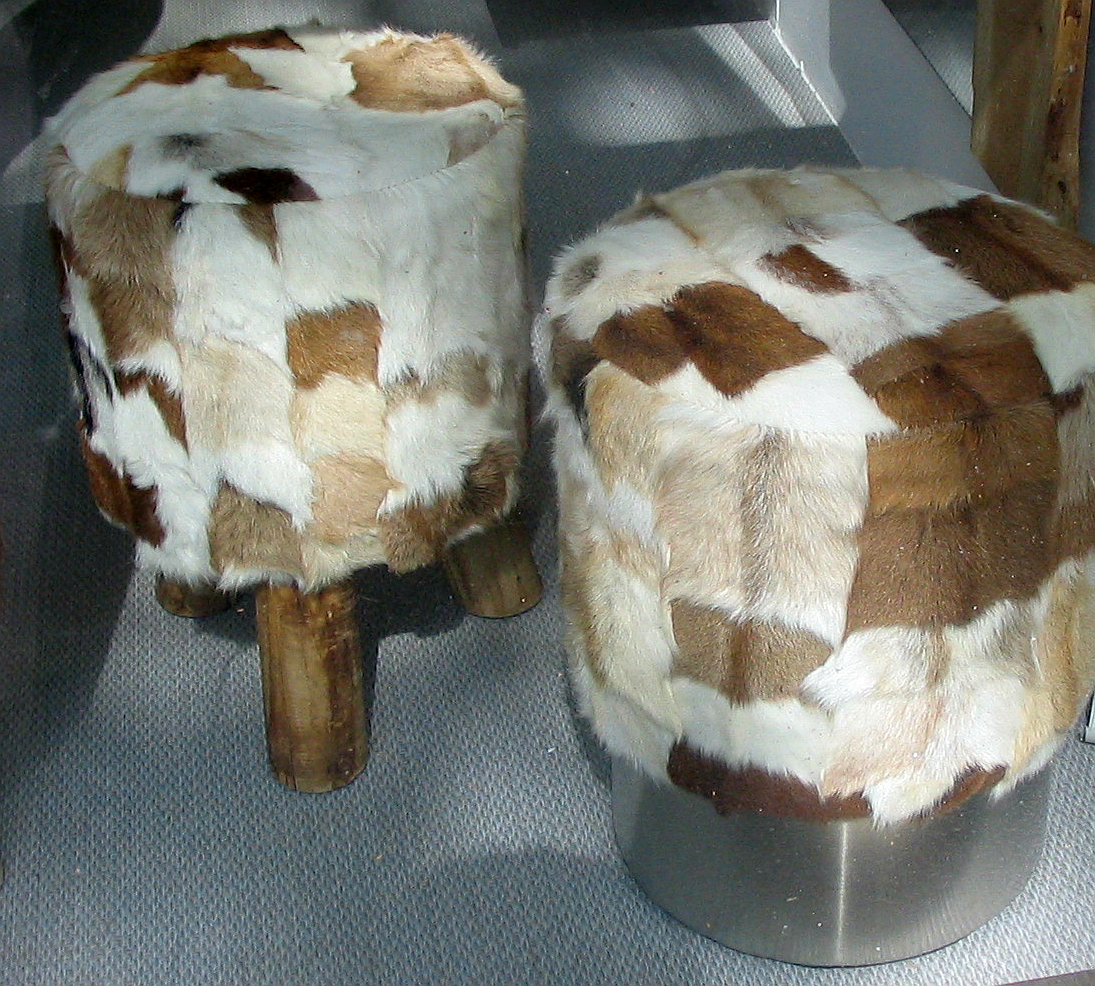
Zwei Hocker aus Zickelfellstücken (2012)
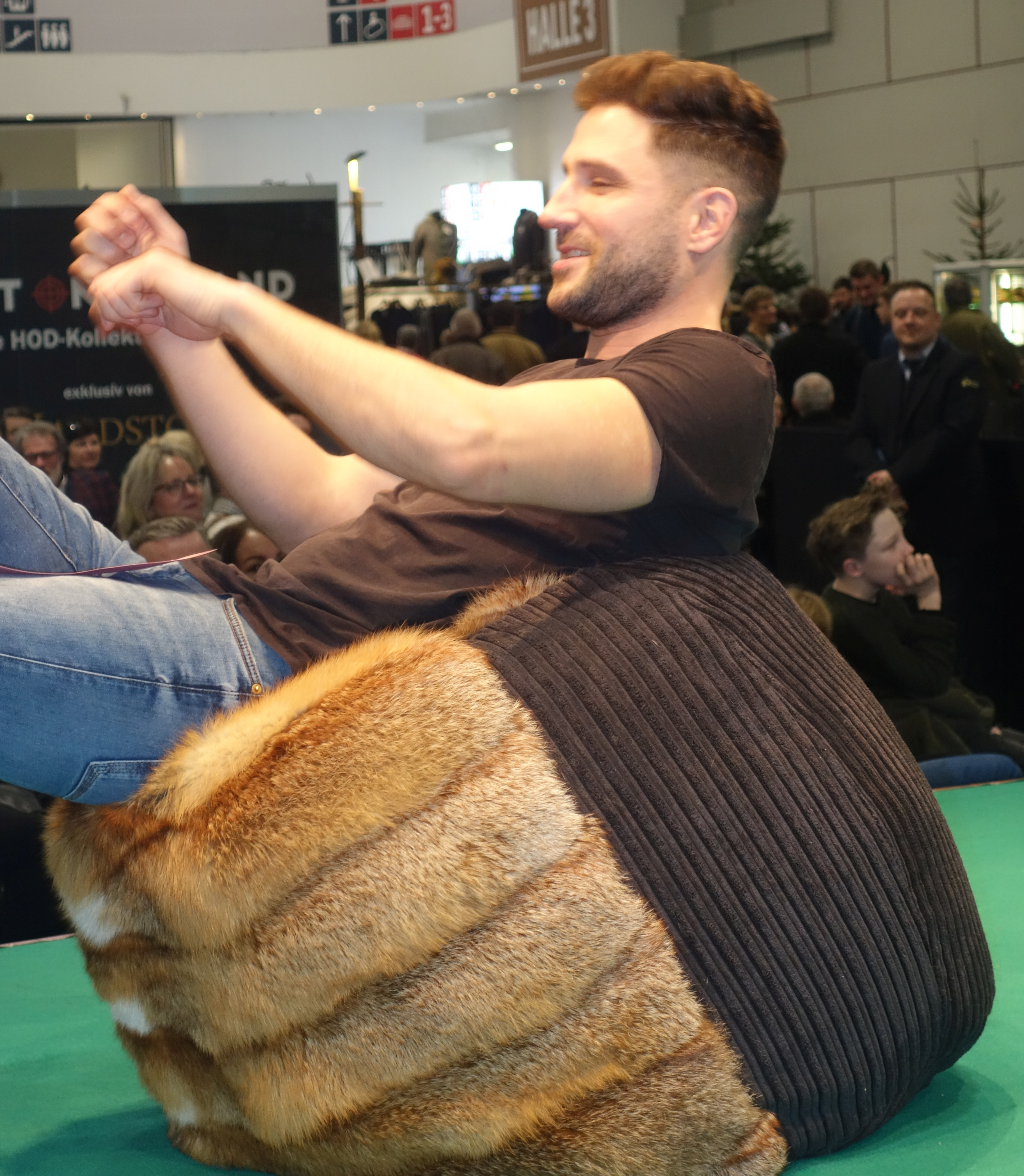
Sitz aus Rotfuchsfell (Wildgruber, 2020)

### Weitere Pelz-Wohnaccessoires

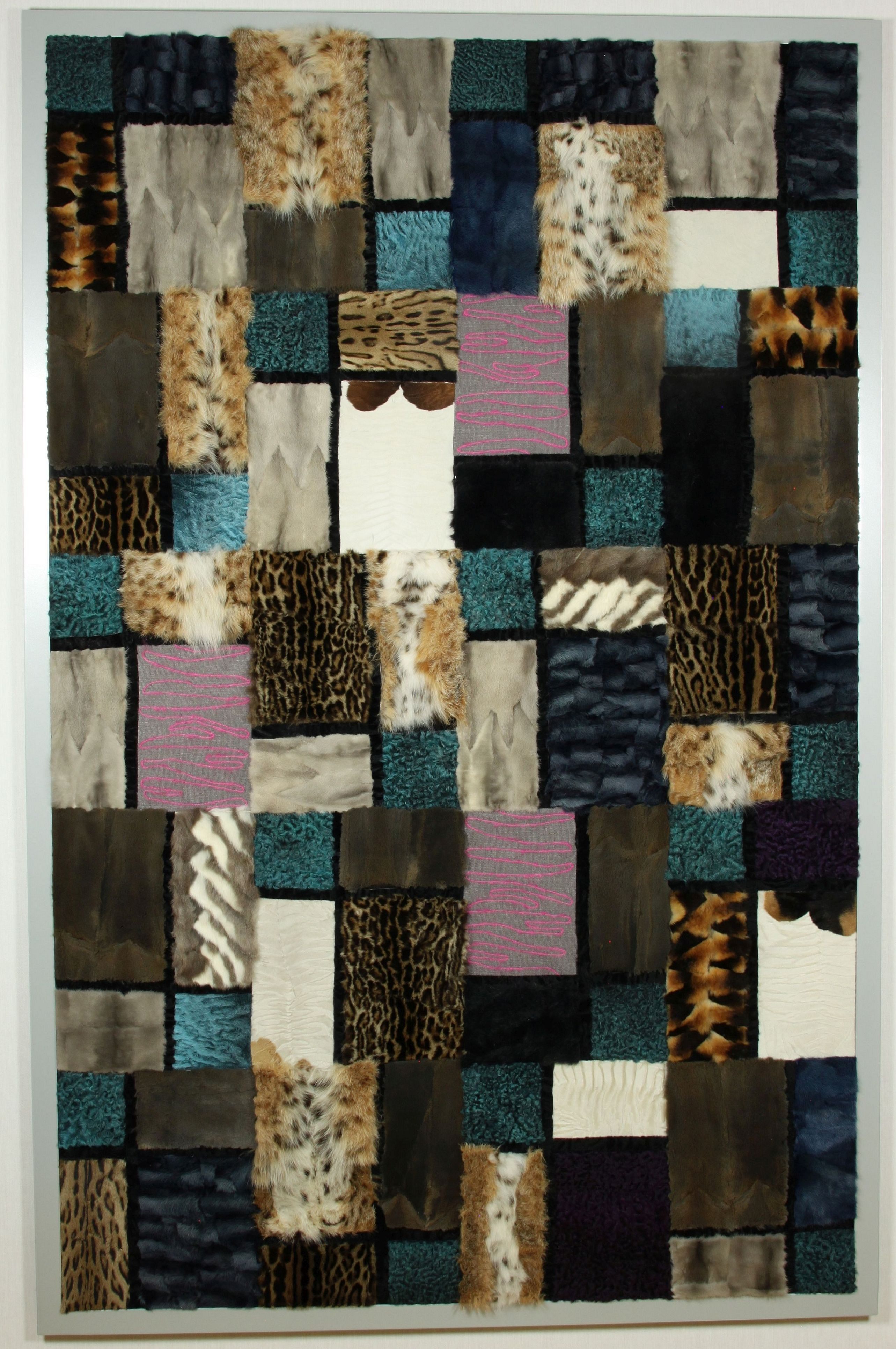
Wandbehang, diverse Fellarten (Barbara Janßen, Gütersloh, 2023)

Wertvolle Bücher wurden in der Vergangenheit nicht nur in Leder oder Pergament, also enthaartes Fell, eingebunden, gelegentlich beließ man die Haare auch daran oder verwendete sogar besonders hochwertigen Pelz. Pelzinnovationen hatten in den 1950er Jahren wohl einen Höhepunkt erreicht, der Hollywood-Kürschner Al Teitelbaum bot gleich eine ganze Bibliothek mit Nerzfell eingebundener Bücher an. Zudem stellte er neben den Pelzen für seine prominente Kundschaft der Filmbranche eine Anzahl sehr unterschiedlicher pelzbezogener Objekte her, wie mit weißem Karakulfell bezogene Lampenschirme. Am besten verkauften sich seine „Nerztelefone“, das Stück für 200 Dollar, für die er jeweils durchschnittlich drei Felle benötigte. Als Auftragsarbeiten stellte er eine mit Hermelin gepolsterte Schreibmaschine für einen Hollywood-Filmautor her und Zebrafellpolster für die Limousine des Regisseurs Mitchell Leisen. Für eine Szene des Films Miss Mink 1949 hatte Teitelbaum eine mit Nerz gefütterte Badewanne angefertigt, die jedoch im Film nicht gezeigt wurde.
„Jonny Mink“ hieß ein Toilettensitzbezug, erhältlich in naturfarbenem weißem oder silverblue Nerz, kreiert von den ebenfalls prominenten Detroiter und New Yorker Kürschnern Annis Furs. Faiers bezeichnete diese Nutzung als Markierung für einen „angemessenen skatologischen Tiefpunkt der Mitte des zwanzigsten Jahrhunderts herrschenden Begeisterung für von den Surrealisten inspirierte pelzbesetzte Gegenstände“.
Taxidermierte, also ausgestopfte Tiere fanden als Dekoration in der Vergangenheit immer wieder Eingang in Wohnräume, nicht nur in Jagd- und ähnliche Zimmer. Das waren vor allem kleinere Jagdtrophäen bis hin zu präparierten Haustieren, ehemals lebenden Mitbewohnern. Im viktorianischen England (1837 bis 1901) waren solche Objekte besonders in Gebrauch, viktorianische „Tiermöbel“ werden manchmal als „Wardian-Möbel“ bezeichnet, abgeleitet vom Namen des bekannten Tierpräparators Rowland Ward. Ein Autor bemerkte: „Aufgrund der Arbeit von Rowland Ward kam es im viktorianischen Zeitalter zu einer Begeisterung für Möbel und andere Dekorationsgegenstände, die aus Tierteilen hergestellt wurden. Sie waren so beliebt, dass er die inoffiziellen Namensrechte erhielt: ‚Wardian Furniture‘ war der Name, der im Allgemeinen einem solchen Objekt gegeben wird […].“ In seinem Buch Empire and the Animal Body schrieb John Miller, dass die Tiermöbel, die aus exotischen Tieren aus dem gesamten britischen Empire hergestellt wurden, zu „hyperbolisch domestizierten großstädtischen Accessoires wurden, die durch ihren außergewöhnlichen und manchmal komischen Einfallsreichtum von imperialer Macht zeugen.“
Aus natürlichem Fell gearbeitete Pelztiere werden nicht nur als Kinderspielzeug benutzt, sondern dienen auch als Dekoration in Wohnräumen.

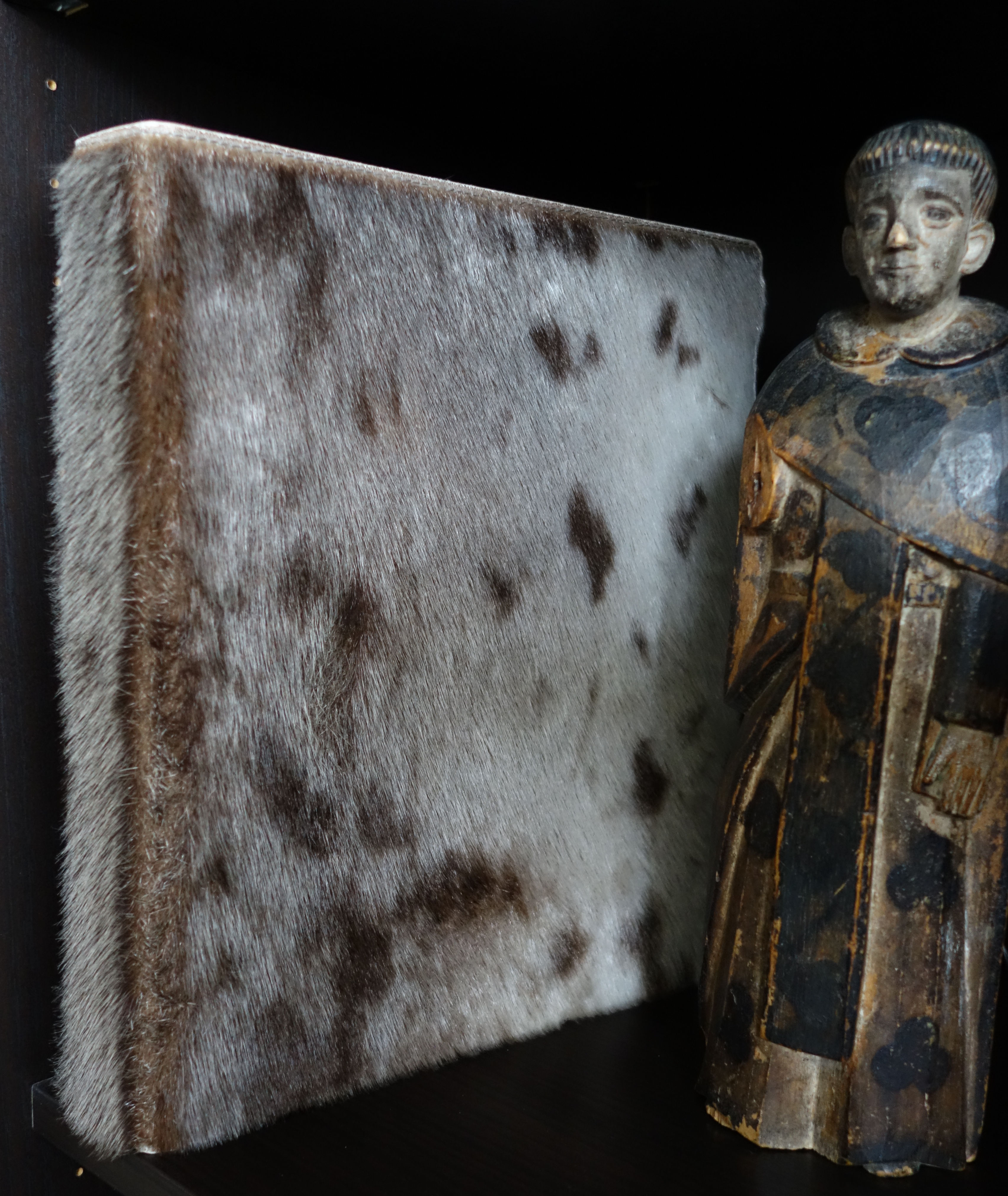
Ringordner, Einband Seehundfell (Great Greenland A/S, ca. 1990)

### Prominente Einzelanfertigungen und Designerstücke
Im Februar 2005 wurde bei Ebay ein „Fohlenfell-Teppich aus der Mongolei“ angeboten, ein „mongolisches Staatsgeschenk an den ehemaligen Staatsratsvorsitzenden der DDR, Erich Honecker“. Nach Angabe des Anbieters hing der Teppich bei der Auflösung des Honecker-Haushaltes dort als Wandbehang, bevor er in den Besitz seiner Haushälterin überging. Der 2,20 × 1,40 m große Teppich besteht aus einer einfachen, mit Handziernähten zusammengefügten Intarsienarbeit aus geflecktem Fohlenfell.
Sehr ausgefallene witzige Sitznmöbel aus ebenso ungewöhnlichen Pelz- und Lederarten schuf der Franzose Michel Haillard (* 1959).

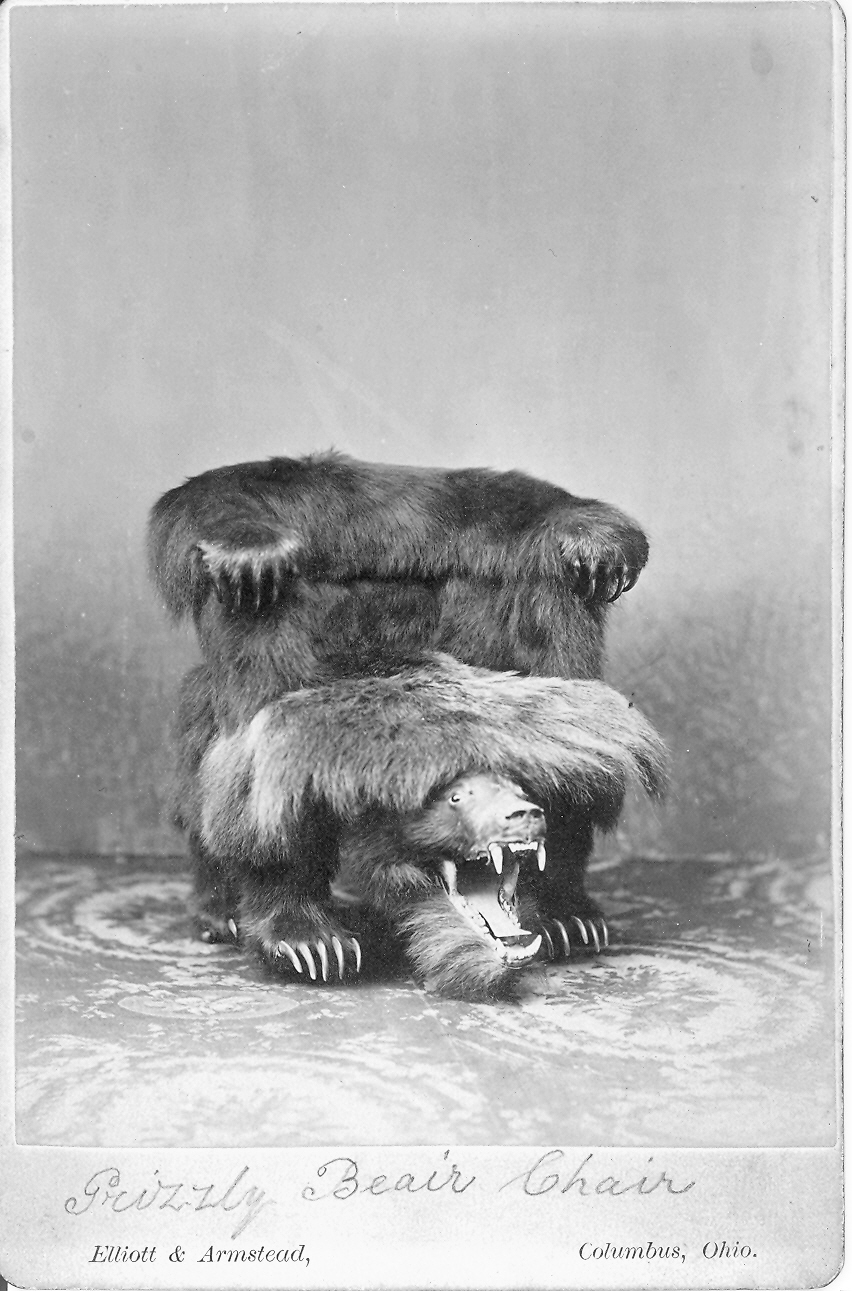
Sessel für den US-Vizepräsidenten William A. Wheeler (Seth Kinman, wahrscheinlich 1877)
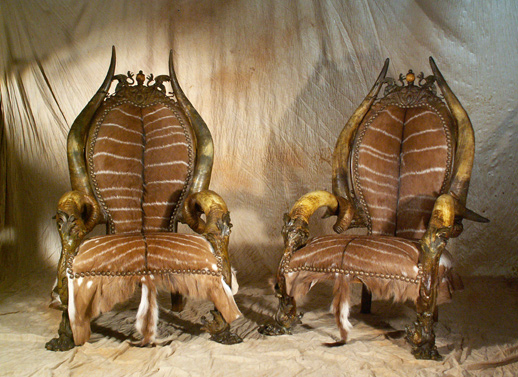
Armsessel mit Nyala-Fell (Antilopenart), Zebu- und „de Bélier“-Hörnern (Widder) (Aby & Gael, Foto 2010)
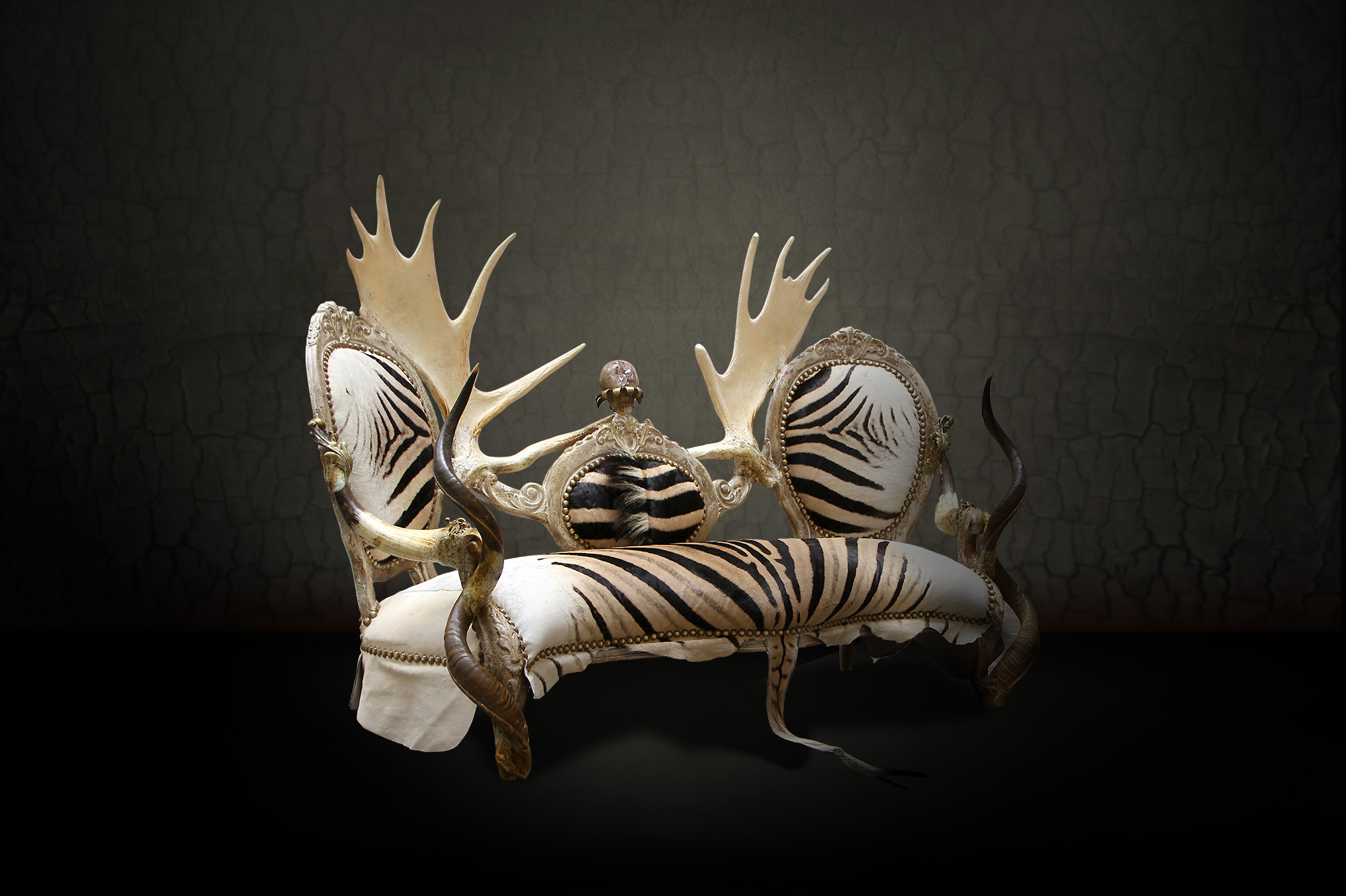
Kanapee „Mano“, Burchell-Zebrafell, Zebu- und Kuduhörner sowie ein Elchgeweih (Michel Haillard, Foto 2021)
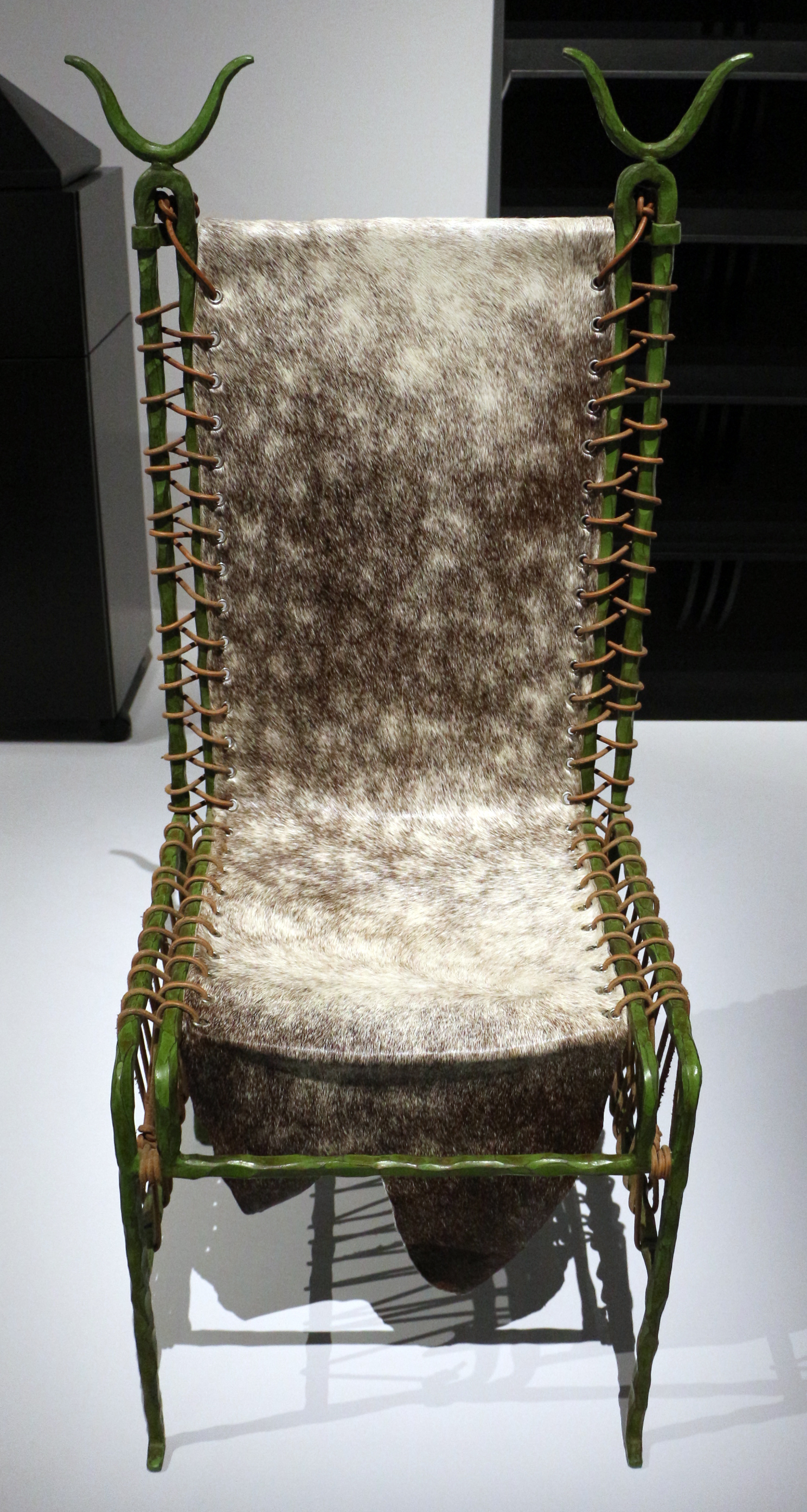
„Chaise barbare“, Rindshaut (Garouste & Bonetti, Musée National d’Art Moderne, 1981)

## Jagdzimmer

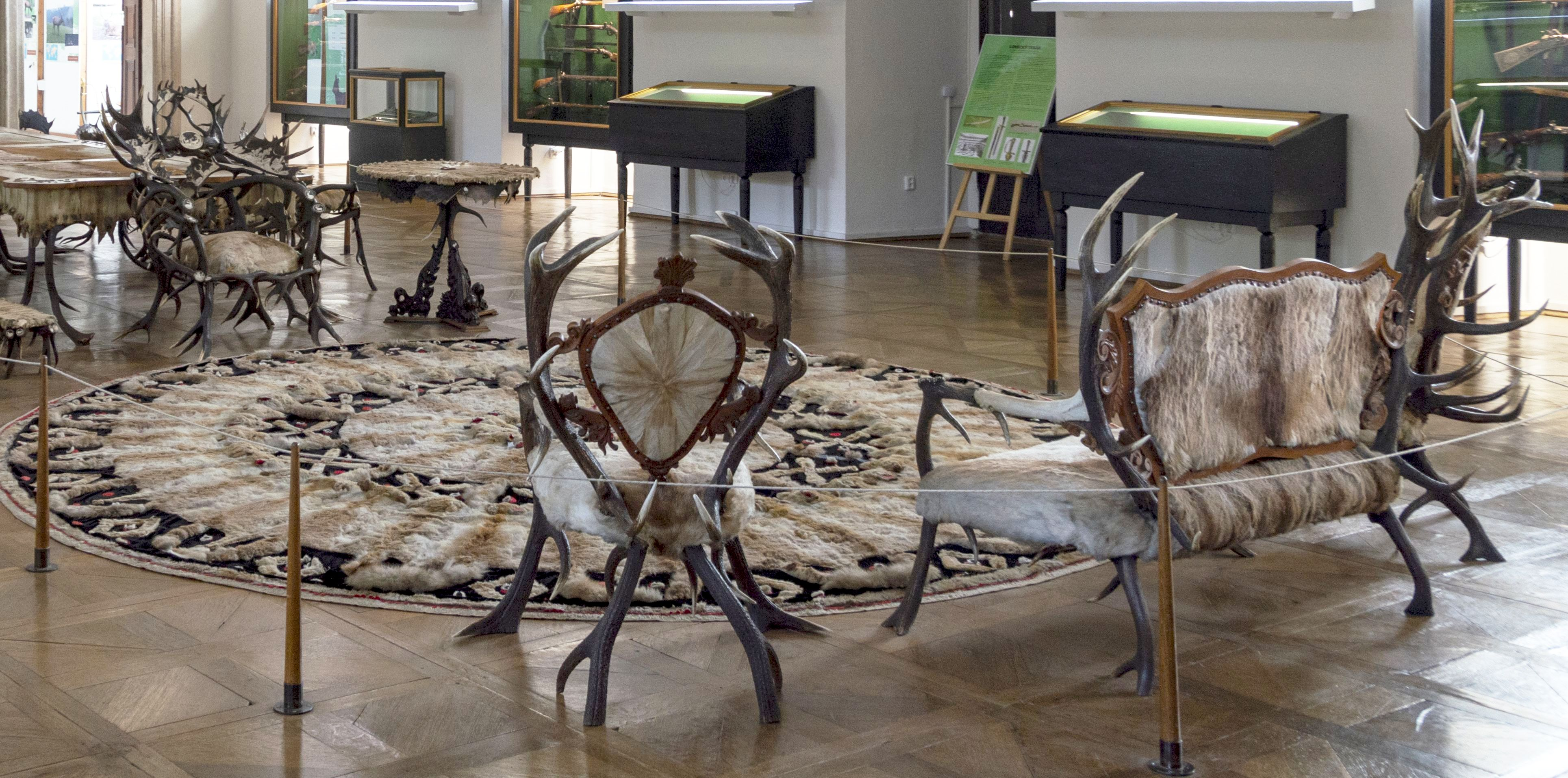
Jagdsaal im Schloss Ohrada in Tschechien. Sitze aus Geweihen mit Hirschfell-Bezügen, Teppich aus 47 Rotfuchsfellen mit ausgearbeiteten Köpfen.

Die Mode der luxuriösen Jagdhäuser und der Trophäenzimmer kam im Viktorianischen Zeitalter (1837 bis 1901) auf. Besonders reich mit Fell und anderen Jagdtrophäen ausgestattet waren auch die sogenannten Jagdzimmer, heute noch vielfach in Schlössern und Herrenhäusern erhalten. Die Wände sind, neben Fellen, obligatorisch mit Geweihen sowie mit präparierten Köpfen gejagter Tiere geschmückt, auf dem Boden liegen dekorative Großwildfelle oder eine Wildschweinschwarte. Tierhäute und Leder – dieses oft kunstvoll geprägt, geformt und vergoldet – wurden zur Verkleidung der Wände verwendet; ein Zentrum dieses Handwerks und Ursprung der Arbeiten war Spanien.
Das Jagdzimmer war die ausgeprägte Form einer strikten Männerdomäne, des „Herrenzimmers“. Zur Zeit des Übergangs vom 19. Jahrhundert zum 20. Jahrhundert verlagerte sich die Innendekoration in Europa und Nordamerika von einheimischem Wild hin zu selteneren, exotischen Fellen, begünstigt durch die zunehmende Verfügbarkeit im Zusammenhang mit einer sich rasant entwickelnden Pelzmode. Hinzu kam die im 20. Jahrhundert größer werdende Faszination für die Kultur Afrikas, einschließlich des Phänomens der Safaris und der kolonialen Großwildjagd.

## Betriebsmobiliar der Kürschner
Erwartungsgemäß befinden sich in vielen Kürschnergeschäften mit Pelz bezogene Einrichtungsgegenstände, nicht nur in den Verkaufsräumen, sondern auch in den Werkstätten. Auch in sonstigen Betrieben der Pelzbranche, wie Rauchwaren-Großhandlungen oder -Auktionshäusern, sind vereinzelt Pelzschmuck oder Pelzsitzmöbel vorhanden.
Bei einer Studienfahrt der Kürschner nach Paris im Jahr 1929 besuchten diese auch das exklusive Pelzmodehaus Fourrures Max, Inhaberin Mme. Leroy. Im zweiten Salon hatten sie Gelegenheit, einen großen Teppich aus Seehundfell zu sehen, der 1925 auf der Internationalen Kunstgewerbeausstellung Paris einen Ersten Preis bekommen hatte.

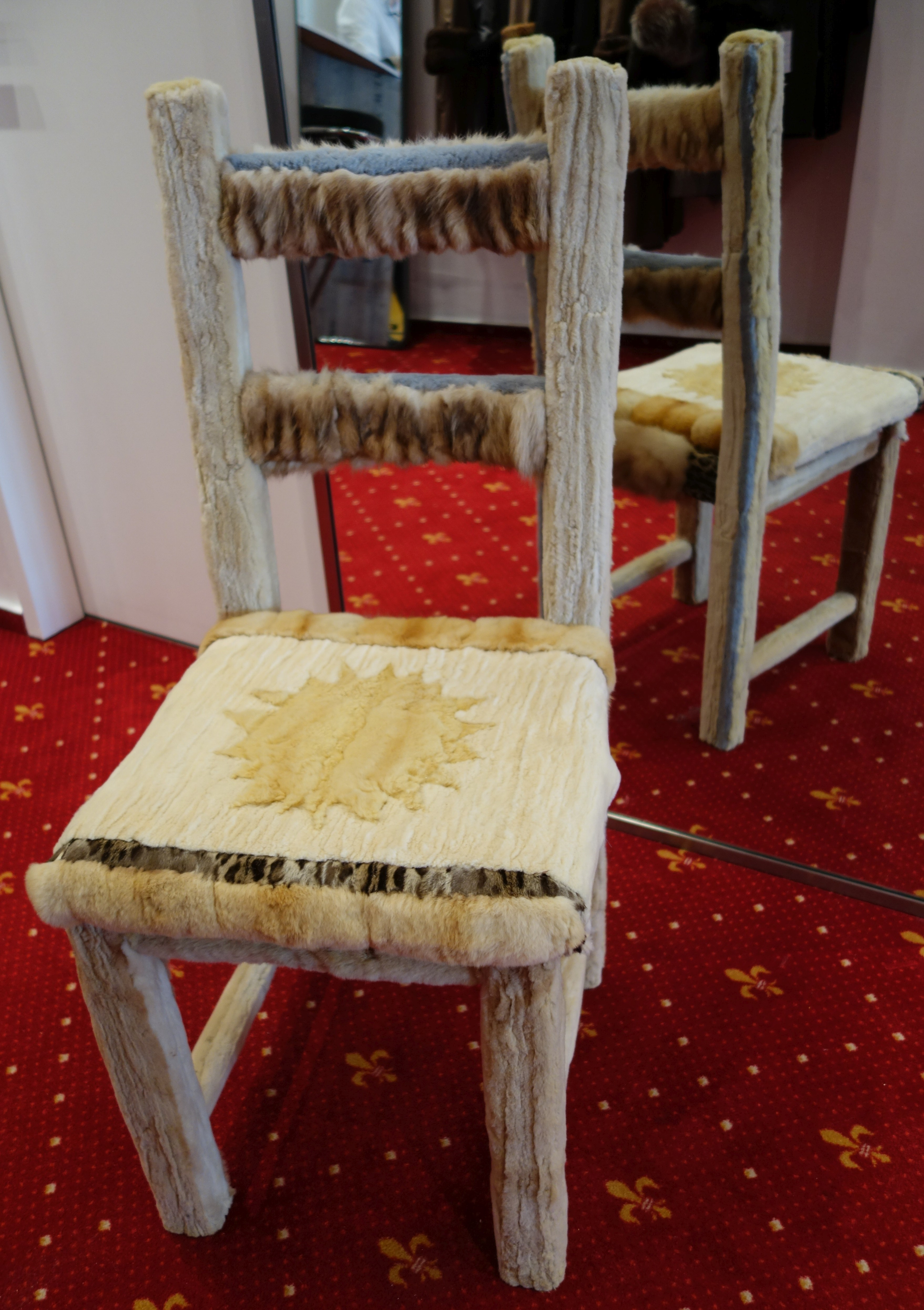
Stuhl mit Nerz- und Zobelstücken (Francis Overmann, Dortmund, ca. 1996)
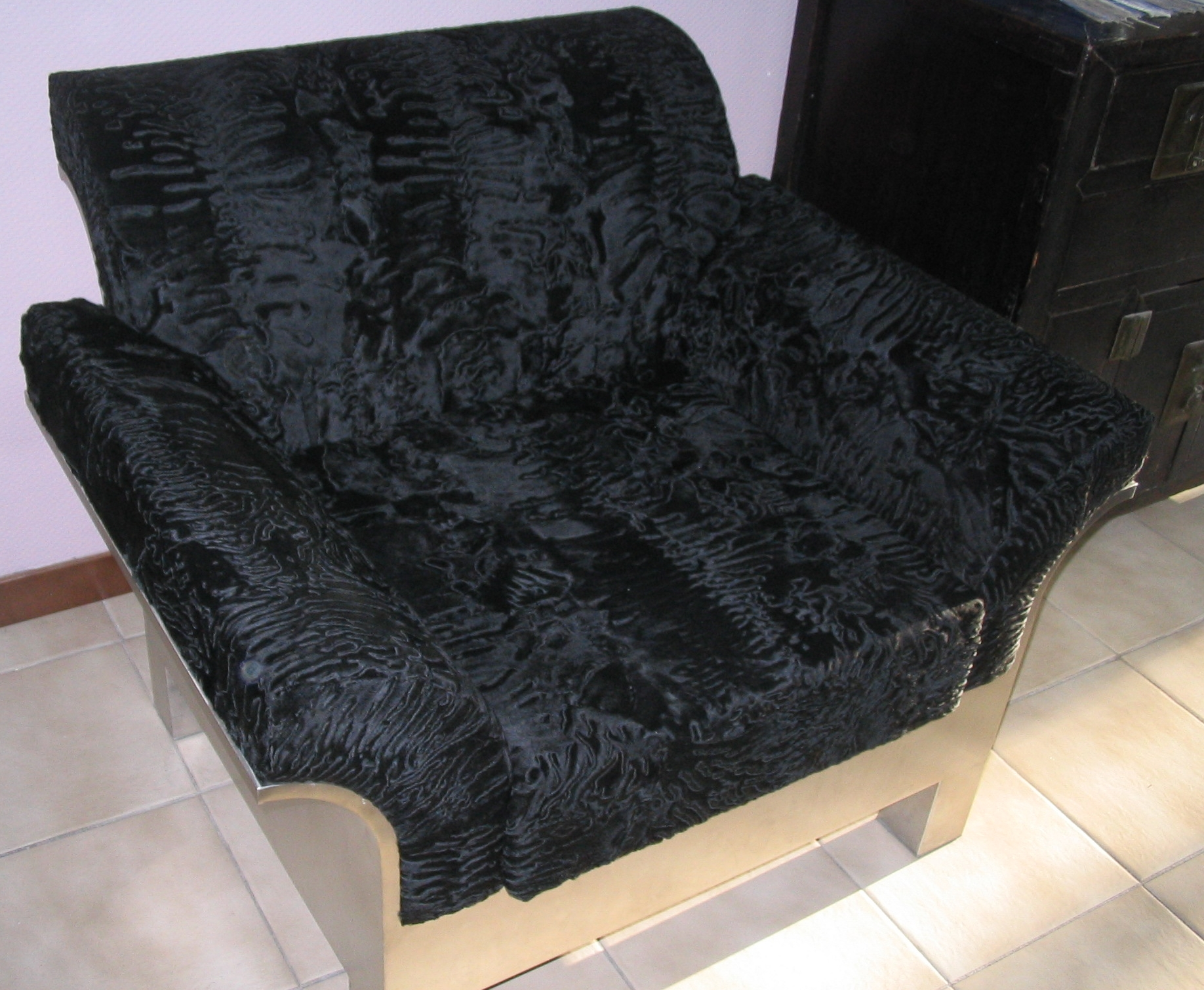
Sessel mit Karakullammfell (Germain Martens, Lochristi, Belgien, 2012)
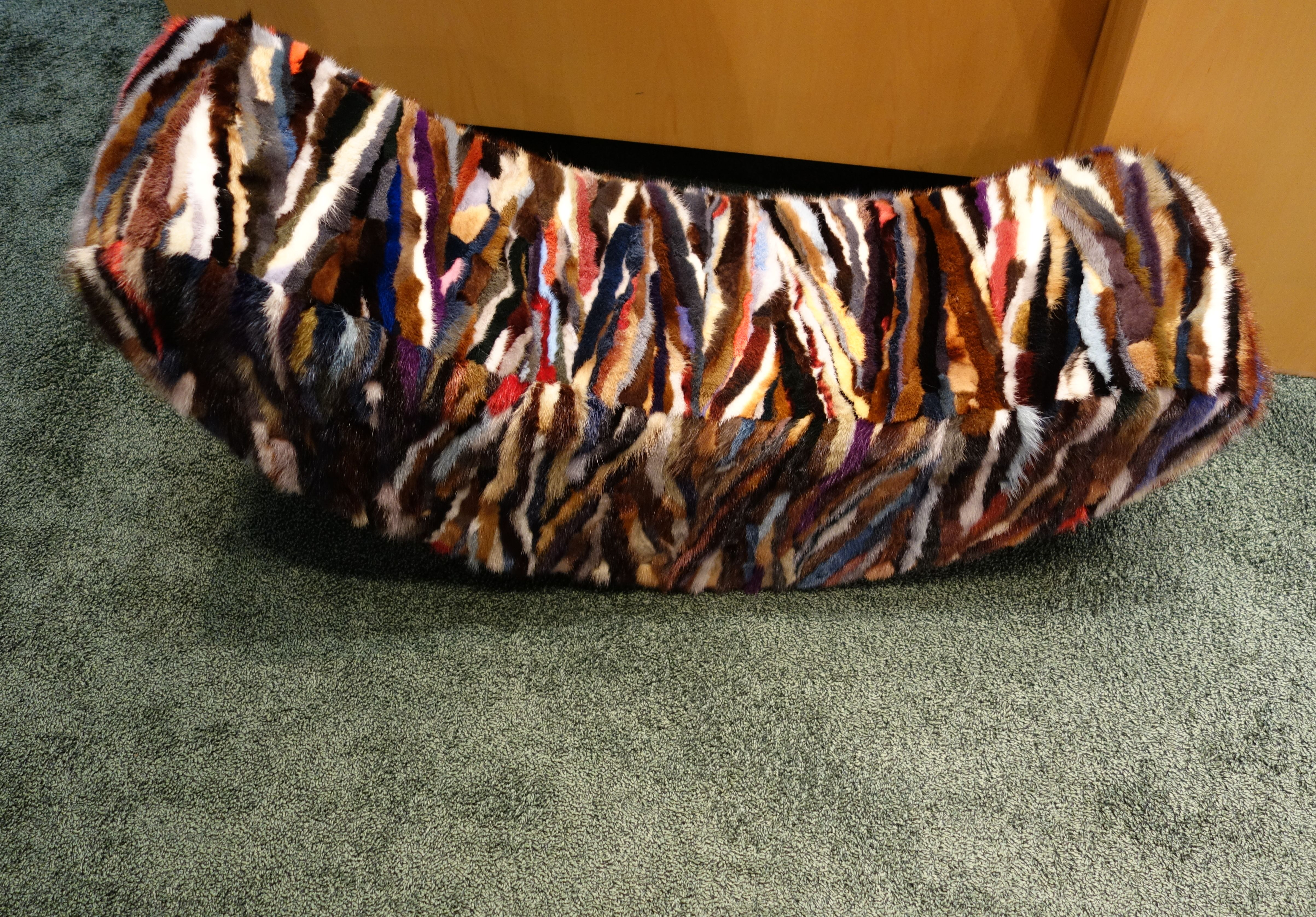
Hocker mit Nerzstücken (Andreas Schad, Ludwigshafen, 2014)
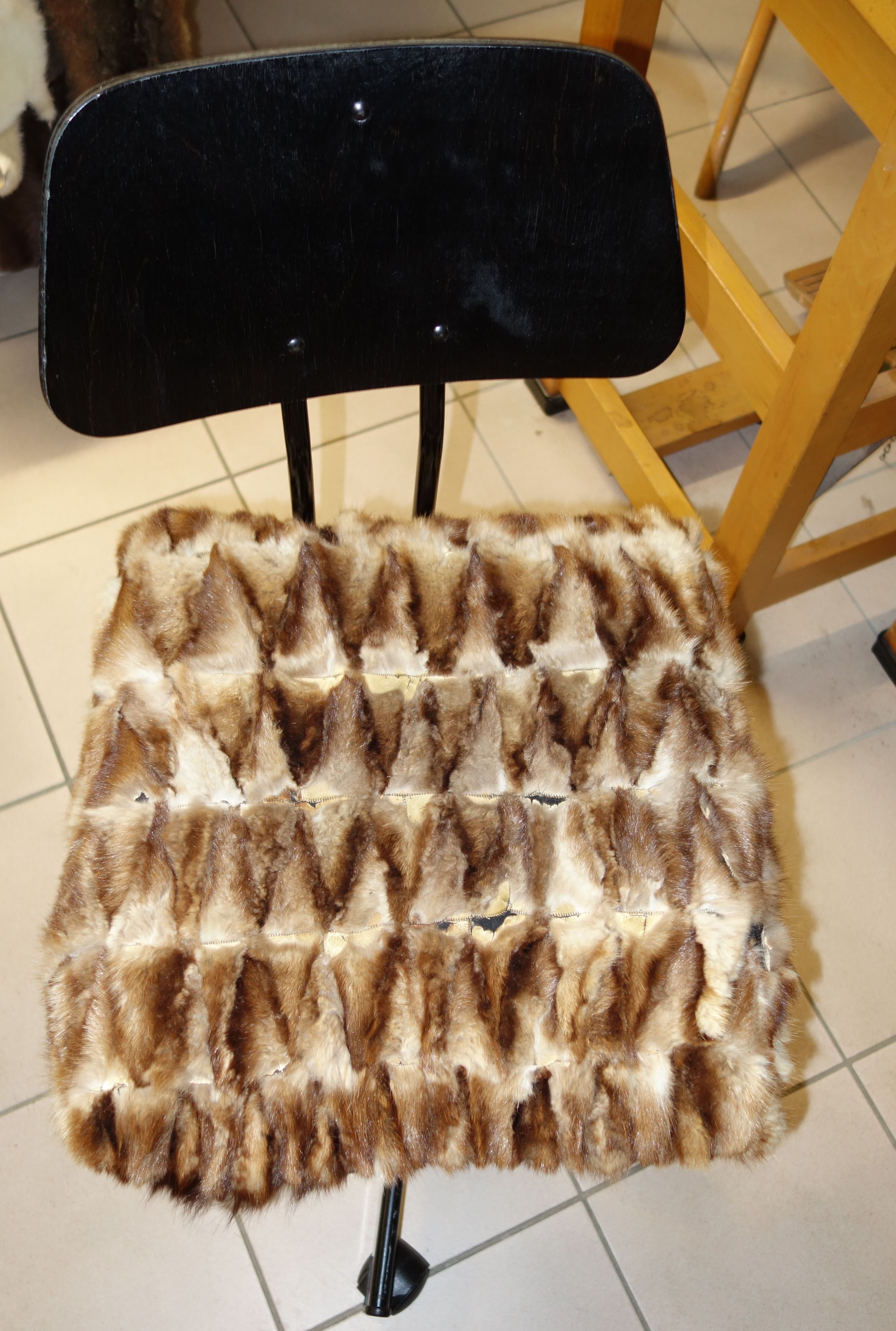
Stuhl einer Pelznäherin mit Zobelpfoten (Fritz Schwörer, Emmendingen, 2015)
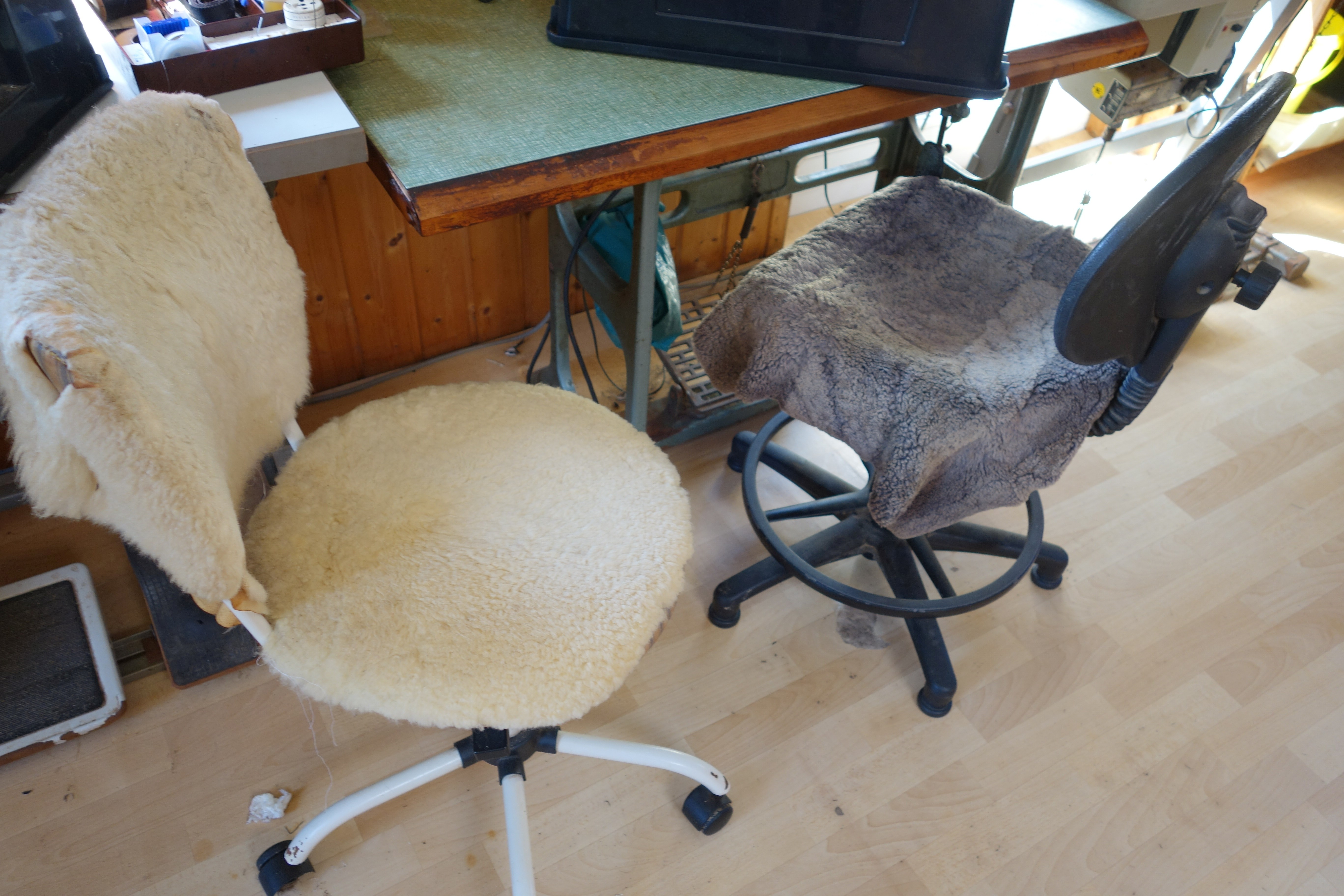
Dreh-Arbeitsstühle mit Lammfell (Udo Meinelt & Söhne, Rötha, 2017)
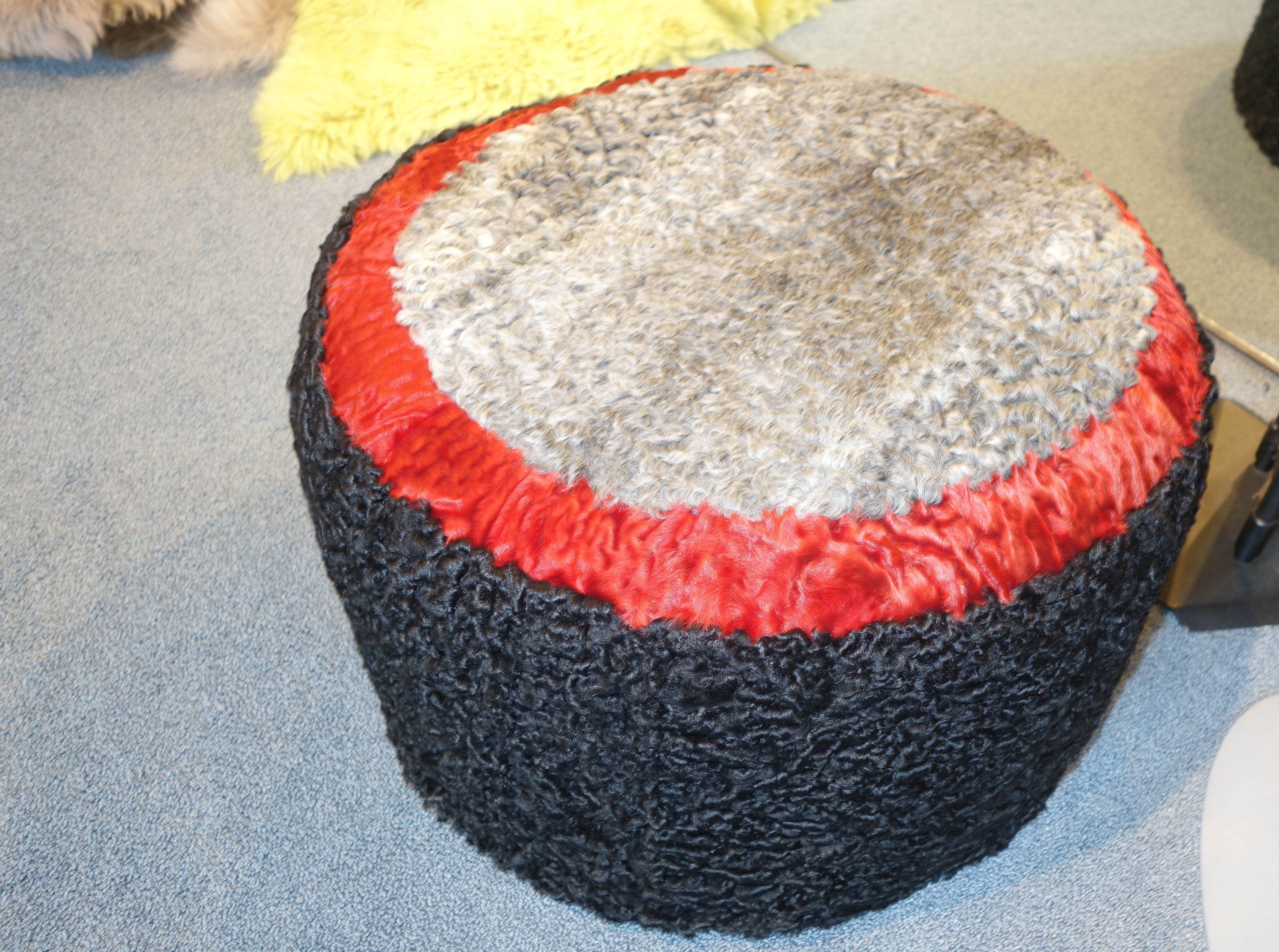
Sitzhocker aus verschieden gefärbten Karakulfellen (Raab & Metz, Nürnberg, 2022)